# アレクサンダー・ステュアート (第4代ギャロウェイ伯爵)
第4代ギャロウェイ伯爵アレクサンダー・ステュアート（英語: Alexander Stewart, 4th Earl of Galloway、1670年1月8日 – 1690年9月26日）は、スコットランド貴族。1671年よりガーリーズ卿の儀礼称号を使用した。

## 生涯
第3代ギャロウェイ伯爵アレクサンダー・ステュアートとメアリー・ダグラス（Mary Douglas、第2代クイーンズベリー公爵ジェームズ・ダグラスの娘）の息子として、1670年1月8日に生まれた。
1690年頃に父が死去すると、ギャロウェイ伯爵の爵位を継承したが、自身も同年9月26日にエディンバラで死去、セント・ジャイルズ大聖堂にあるマリ伯爵の墓に埋葬された。弟ジェームズが爵位を継承した。